# Defensie Ondersteuningscommando
Het Defensie Ondersteuningscommando (DOSCO), voorheen het Commando DienstenCentra (CDC) en nog eerder het Defensie Interservice Commando (DICO), is een onderdeel van het Nederlandse ministerie van Defensie, dat ondersteuning levert aan de Koninklijke Landmacht, Koninklijke Luchtmacht, Koninklijke Marine, Koninklijke Marechaussee, de Bestuursstaf van het ministerie van Defensie en het Commando Materieel en IT (Commit).

## Ontstaan
Voor 1996 hadden de krijgsmachtdelen alle ondersteunende taken nog in eigen beheer. Per 1 april 1996 werden onder de naam Defensie Interservice Commando (DICO) de meeste ondersteunende taken (bijvoorbeeld catering, ICT, facilitaire en personeelsdiensten) ondergebracht in dit nieuwe defensiebrede ondersteunend commando. 
Vanaf 1 april 2004 werd het DICO gewijzigd in het Commando Diensten Centra (CDC). Door de toename van het aantal dienstencentra is in 2005 een structuur van bedrijfsgroepen ontwikkeld. 

## Heden
In oktober 2017 werd het CDC gewijzigd in het Defensie Ondersteuningscommando (DOSCO). Het DOSCO bestaat uit:  
- Staf Def.Ondersteuningscommando. Gevestigd in Utrecht ter ondersteuning van de DOSCO-onderdelen bij de uitvoering van hun taken; deze wordt geleid door de huidige commandant DOSCO de Luitenant-generaal J.W. Maas
- Divisie Defensie Gezondheidszorg Organisatie. T.b.v. medische keuringen en algemene en specifieke gezondheidszorg.
- Divisie Facilitair, Logistiek en Beveiliging. Levert catering, bewaking en beheert infrastructuur.
- Divisie Personeel en Organisatie Defensie. Verzorgt de personele en financiële ondersteuning.
- Nederlandse Defensie Academie (NLDA). Verzorgt de opleidingsinstituten voor officieren.
- Nederlands Instituut voor Militaire Historie (NIMH). Voert onderzoek uit.

Hiermee worden de krijgsmachtdelen ontlast zodat die zich kunnen toeleggen op het optimaal uitvoeren van hun operationele taken: militaire operaties en missies in binnen- en buitenland.  
De personeelssterkte van het Commando Dienstencentra is 5813 burgers en 2803 militairen. Het aantal voltijdsfuncties (VTE'n) is 5449 burgers en 2802 militairen. Deze combinatie zorgt voor expertise en kennis van de operationele processen. Het DOSCO bestaat uit circa 40 dienstencentra, verdeeld over de bovenstaande divisies, de NLDA en het NIMH. De dienstencentra bevinden zich door heel Nederland en zetten hun personeel indien nodig actief in tijdens missies of oefeningen.